# La Quinta Classic 1986
Il La Quinta Classic 1986, noto come Pilot Pen Classic per motivi di sponsorizzazione, è stato un torneo di tennis giocato sul cemento. È stata la 13ª edizione del Torneo di Indian Wells, faceva parte del Nabisco Grand Prix 1986 e si è giocato dal 24 febbraio al 2 marzo 1986. È stata l'ultima edizione disputata a La Quinta, in California, dall'anno successivo il torneo si è svolto nella vicina Indian Wells.

## Campioni

### Singolare
Joakim Nyström ha battuto in finale  Yannick Noah con il punteggio di 6–1, 6–3, 6–2

### Doppio maschile
Peter Fleming /  Guy Forget hanno battuto in finale  Yannick Noah /  Sherwood Stewart con il punteggio di 7–6, 6–2